# Aniss El Hriti
Aniss El Hriti, né le 28 juillet 1989 à Paris, est un footballeur français, qui joue au poste d'arrière gauche à LB Châteauroux.

## Biographie
Aniss El Hriti est originaire de Sevran, et commence le football au CSL Aulnay-sous-Bois. Formé au poste de milieu offensif, il joue ensuite aux Lilas, à Neuilly-sur-Seine et à Noisy-le-Sec. Après un retour à Aulnay, il rejoint le FCM Garges-lès-Gonesse. Il effectue alors un court passage au Raja Casablanca puis rejoint la Jeanne d'Arc de Drancy. Il pratique alors en parallèle le futsal à Garges Djibson, où il côtoie notamment Wissam Ben Yedder.
El Hriti rejoint ensuite le FC Gueugnon en National avec qui il joue un match avec l'équipe première le 26 février 2011 contre l'Aviron bayonnais. Après la liquidation du club bourguignon, il reste quatre mois au Falkirk FC en Écosse.
Il joue ensuite pour le GS Consolat et l'US Le Pontet, ainsi que pour le SAS Épinal avec qui il est nommé dans l'équipe type de National.
En 2017, il signe son premier contrat professionnel d'une saison au Tours FC, et dispute son premier match de Ligue 2 le 11 août 2017 contre le Stade de Reims.
Un an plus tard, il s'engage en faveur du club luxembourgeois du F91 Dudelange. Il dispute alors ses premiers matchs européens en se qualifiant pour la phase de groupes de la Ligue Europa, et participe à des affiches prestigieuses contre l'AC Milan, le Betis Séville et l'Olympiakós. À l'issue de la saison, il remporte ses premiers trophées majeurs avec le championnat et la coupe du Luxembourg.
En 2019, il rentre en France au FC Chambly. Le 22 novembre 2019, il marque son premier but en Ligue 2 sur la pelouse de l'ESTAC Troyes.
Après la relégation de Chambly en National en 2021, il fait son retour en Seine-Saint-Denis en rejoignant le Red Star.
Aniss El Hriti est d'origine marocaine et algérienne, de Mostaganem. En effet, il a été présélectionné par les Lions de l'Atlas pour une double confrontation face au Mali en septembre 2017, mais sans jamais rejoindre la sélection.

## Palmarès

### En club
| Red Star FC (1) - National (1) : - Champion : 2024 |